# Рогагуадо
Рогагуа́до (исп. Rogaguado) — большое пресное озеро на северо-востоке Боливии, в департаменте Бени, в междуречье рек Бени (на западе) и Маморе (на востоке), относящихся к бассейну реки Мадейра. Расположено на высоте 223 м над уровнем моря, в увлажнённой северной части возвышенных равнин Боливии, на Амазонской низменности, к западу от озера Рогоагуадо, к северо-востоку от озера Рогагуа и к востоку от озера Уатунас. Имеет сток в реку Маморе. Длина озера 25 км, площадь — 315 км². В озере находятся шесть островов, два крупнейших — в северной части.